# Vielfarbentodi
Der Vielfarbentodi, auch Kubatodi genannt, ist ein kleinerer Vertreter der Familie der Todis.

## Beschreibung
Das Kopf- und Rückengefieder des 10 Zentimeter großen Vogels ist dunkelgrün, die Bauchunterseite ist weiß, die Seiten der Flügel sind rosa und der Schwanzansatz gelborange. Der Vogel hat einen gezahnten Schnabel, der oben schwarz und unten orange gefärbt ist. Die Beine sind braun. Männchen und Weibchen tragen dasselbe auffällige Gefieder.

## Verbreitung und Lebensweise
Der Vielfarbentodi kommt nur auf Kuba vor, dort bewohnt er lichte Wälder, Flussufer sowie die Meeresküste. Von einem Ansitz aus, meist frei gelegenen Ästen, startet er seine Angriffe auf Insekten, selten auch kleine Wirbeltiere (z. B. Eidechsen). Der Vogel ist ein Einzelgänger, welcher nur zur Paarungszeit die Anwesenheit von Artgenossen duldet.

## Brut
Zur Brutzeit, im Mai oder Juni, bauen sich die Vögel bis zu 50 Zentimeter lange Höhlen, welche sich in Lehm- oder Sandufern von Flüssen befinden. In diese legt das Weibchen 2–6 glänzende, weiße Eier. Beide Vögel bebrüten die Eier abwechselnd ca. 20 Tage lang. Als Nahrung für die Jungen dienen vor allem von beiden Eltern gejagte Insekten. Die Nestlingsdauer der Jungen beträgt 4 Wochen.

## Gefährdung

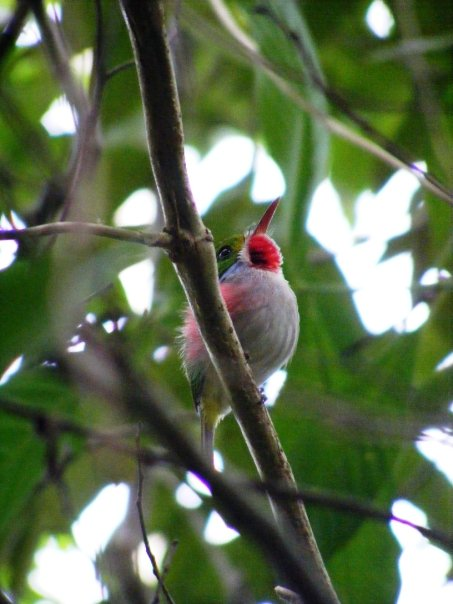
Vielfarbentodi auf einem Ansitz

Obwohl keine genauen Bestandsaufnahmen dieser Art vorliegen, stuft die IUCN diese Art als (Least Concern) nicht gefährdet ein.